# Łozowe (obwód chmielnicki)
Łozowe (ukr. Лозове) – osiedle typu miejskiego na Ukrainie w rejonie chmielnickim obwodu chmielnickiego.

## Historia
Założone w 1929 roku pod nazwą Torforozrobka (ukr. Торфорозробка) na miejscu wydobycia torfu. Obok osiedla znajduje się stacja kolejowa Korzowce. Część Łozowego ("Werchnia Dilnycia") jest znacznie oddzielona od jego głównej części i znajduje się w pobliżu wsi Bogdanowce.
Status osiedla typu miejskiego miejscowość uzyskała w 1949 roku.
W 1989 liczyło 1886 mieszkańców.
W 2013 liczyło 1581 mieszkańców. Do 2020 leżało w rejonie derażniańskim.

## Łozowska Fabryka Narzędzi
Początki Łozowskiej Fabryki Narzędzi (ukr. Лозівський інструментальний завод) związane są z  warsztatami mechanicznymi, które obsługiwały lokalne przedsiębiorstwo, wydobywające torf. Na ich bazie w 1961 została otwarta fabryka mechaniczna, specjalizująca się w produkcji części zaciskowych do obrabiarek. 1 kwietnia 1964 fabryka została przemianowana na Chmielnicką Fabrykę Narzędzi (ukr. Хмельницький інструментальний завод). W latach 1960–1970 przedsiębiorstwo znacznie się rozbudowało, został poszerzony asortyment.
W 1986 roku przedstawiciele fabryki zostali zaproszeni przez Międzynarodową Organizację Jakości jako zwycięzcy konkursu w ZSRR na konferencję w Genewie w celu przyznania im nagrody za najlepszą jakość.
W latach 90. w fabryce miał miejsce znaczny spadek produkcji; zakład zalegał z płacami oraz podatkami, zmniejszono liczbę pracowników. Część sprzętu sprzedano. Pierwsze zyski fabryka odnotowała dopiero w 2003 roku. Obecnie Łozowska Fabryka Narzędzi stopniowo przywraca produkcję, jej produkty są sprzedawane na Ukrainie i eksportowane.

## Symbolika
Symbolami Łozowego są godło i flaga zatwierdzone przez radę osiedla dnia 22 września 2011 roku. Autorem obu symbolów jest I. Januszkiewicz. Flaga w kształcie kwadratu składa się z trzech ułożonych poziomo pasów równej szerokości - niebieskiego, zielonego i czarnego. Na górnym pasie znajduje się żółte słońce, na dwóch dolnych - żółty płomień i kwiat.
W zielono-czarnym polu tarczy godła znajduje się lazurowy klin ze srebrnym nicianym obramowaniem. W polu pierwszym umieszczony jest złoty płomień, w polu drugim znajduje się srebrna suwmiarka, nad którą umieszczone jest złote słońce, w polu trzecim kwiat tej samej barwy. Tarcza obramowana jest kartuszem i uwieńczona miejską koroną z trzema basztami.

## Infrastruktura społeczna
W Łozowym działają szkoła ogólnokształcąca, przedszkole "Weselka", biblioteka-muzeum, szkoła muzyczna, przychodnia, apteka, poczta, oddział Oszczadbanku i chór "Łoziwczanka". W miejscowości znajduje się cerkiew pod wezwaniem świętego Włodzimierza (UKP PM). Ponadto działają tu młyn zbożowy, punkt usługowy, fryzjer, sklepy, dwie kawiarnie i straż pożarna z jednym samochodem.
Założony został amatorski zespół piłki nożnej "Lider".

## Zabytki

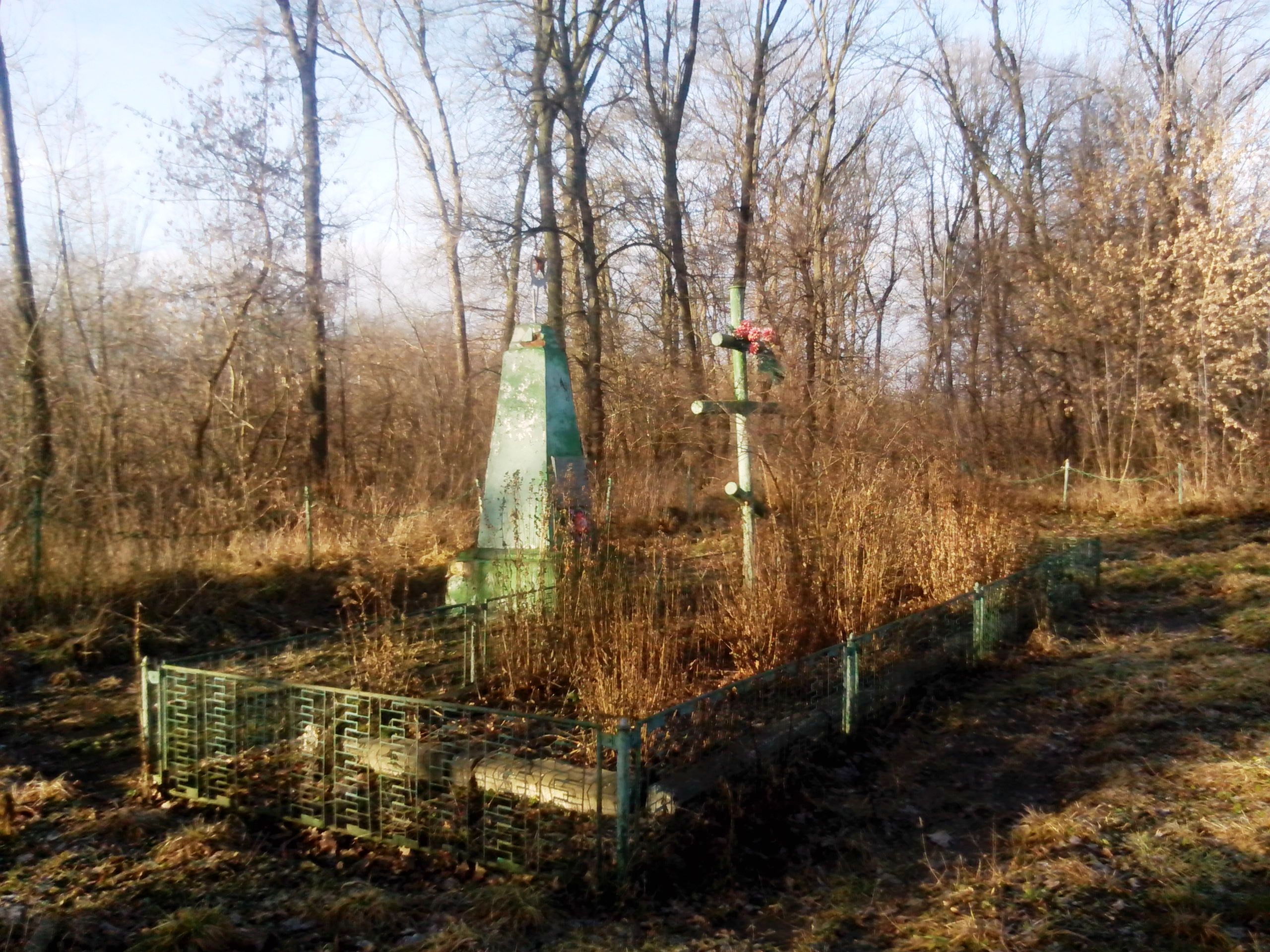
Masowy grób jeńców radzieckich; ul. Zaliznyczna, 23

W Łozowym znajduje się masowy grób jeńców radzieckich (pomnik historii o znaczeniu lokalnym).